# Bobbi Starr
Bobbi Starr (Santa Clara, Kalifornia, 1983. április 6. –) amerikai pornószínésznő.
Bobbi Starr pornózni 2006-ban kezdett. Magyar és olasz szülők leszármazottja. Három testvére van. Zenés családban nőtt fel. Édesanyja egyházi kórusban énekelt. Később a San Jose Állami Egyetemre járt, zenei diplomát kapott. Ekkor találkozott valakivel, aki bevezette a filmes szakmába. Számos stúdióban dolgozott, mint a Red Light District Video, Combat Zone, New Sensations és Evil Angel.
"Amerika következő kapós pornó sztárja" valóság showban is részt vett. A program hasonló, mint "Amerika következő top modellje". 173 centiméter magas. Hátán alul van egy tetoválás. A CNBC a legnépszerűbb 12 pornó sztár között említette. Evil Angel néven rendezőként is dolgozik.

## Válogatott filmográfia
| - 2011 Calvin's Dream - 2013 Black on White - 2012 Bobbi Starr's Gape Gang - 2012 Spit - 2012 Dallas XXX: A Parody - 2012 Kiss Me, Lick Me, Fuck Me - 2012 Big Butts Like It Big 10 - 2012 The Truth About O | - 2012 Milk Nymphos 3 - 2012 Girls Kissing Girls 9 - 2012 Bobbi Violates San Francisco - 2012 Lesbian Adventures: Wet Panties Trib 2 - 2012 Occupy My Ass - 2012 Lesbian Sex 4 - 2011 Performers of the Year 2012 - 2011 Bobbi Loves Boys - 2011 Anal Buffet 7 |